# King Richard
King Richard (bra: King Richard: Criando Campeãs; prt: King Richard: Para Além do Jogo) é uma cinebiografia estadunidense de 2021 dirigido por Reinaldo Marcus Green e escrito por Zach Baylin que conta a vida de Richard Williams, pai e treinador das famosas tenistas Venus e Serena Williams. É estrelado por Will Smith no papel-título, ao lado de Aunjanue Ellis, Saniyya Sidney, Demi Singleton, Tony Goldwyn e Jon Bernthal.
Teve sua estreia mundial no 48.º Festival de Cinema de Telluride em 2 de setembro de 2021, e foi lançado nos cinemas em 19 de novembro de 2021, pela Warner Bros. Pictures e no serviço de streaming da HBO Max no mesmo dia. O filme recebeu críticas positivas com elogios às atuações de Smith, Ellis e Bernthal. O filme arrecadou mais de 38,1 milhões de dólares.

## Elenco
- Will Smith como Richard Williams
- Aunjanue Ellis como Oracene "Brandy" Price
- Saniyya Sidney como Venus Williams
- Demi Singleton como Serena Williams
- Tony Goldwyn como Paul Cohen
- Jon Bernthal como Rick Macci
- Dylan McDermott como Will Hodges
- Mikayla LaShae Bartholomew como Tunde Price
- Danielle Lawson como Isha Price
- Layla Crawford como Lyndrea Price
- Andy Bean como Laird Stabler
- Rich Sommer como Patrick Dougherty
- Kevin Dunn como Vic Braden
- Craig Tate como Bells
- Vaughn W. Hebron como Monsta[7]
- Jessica Wacnik como Jennifer Capriati

## Lançamento
O filme estreou no Telluride Film Festival em 2 de setembro de 2021, e foi lançado em 19 de novembro de 2021, nos cinemas e na HBO Max. Foi previamente programado para ser lançado em 25 de novembro de 2020, mas foi adiado devido à pandemia de COVID-19.

## Recepção
No Rotten Tomatoes, o filme detém um índice de 91% de aprovação com base em 228 críticas, com uma nota média de 7,6 de 10. O consenso crítico do site diz: "King Richard transcende as cinebiografias esportivas com uma narrativa e nuances revigorantes - e um desempenho impressionante de Will Smith no papel-título". No Metacritic, o filme tem uma pontuação média ponderada de 76 de 100, com base em 53 avaliações, indicando "críticas geralmente favoráveis".
Na 94.ª cerimônia do Oscar, ocorrida em 27 de março de 2022, o filme recebeu o prêmio de Melhor Ator para Will Smith.